# Khemara Keila FC
El Khemara Keila FC es un equipo de fútbol de Camboya que milita en la Metfone C-League, la liga de fútbol más importante del país.
Fue fundado en el año 1997 en la capital Phnom Penh y su nombre significa Khemara (Jemer) y Keila (deporte), lo que significa deporte jemer. ha sido campeón de liga en 2 ocasiones y ha ganado el torneo de copa 1 vez.
A nivel internacional ha participado en 2 torneos continentales, donde su mejor participación ha sido en la Copa Presidente de la AFC del año 2006, donde fue eliminado en las Semifinales por el Dordoi Dynamo de Kirguistán.

## Palmarés
- Metfone C-League: 2

2005, 2006
- Copa Hun Sen: 1

2007

## Participación en competiciones de la AFC
- President's Cup: 2 apariciones

2006 - Semifinal
2007 - Fase de grupos